# Virovo (Demir Hiszar)
Virovo (macedónul: Вирово) település Észak-Macedóniában, a Pelagonijai körzet Demir Hiszar-i járásában.

## Népesség
| Lakosok száma | 653  | 630  | 461  | 435  | 345  | 270  | 217  | 151  | 56   |
|               | 1948 | 1953 | 1961 | 1971 | 1981 | 1991 | 1994 | 2002 | 2021 |

2002-ben 151 lakosa volt, akik mindannyian macedónok.